# Walter de Smaele
Walter de Smaele (° Gent, 29 oktober 1931) was mede-organisator en bestuurder van de Cultuurbibliotheek Brugge. 

## Jeugdjaren en studies
Na lagere school en klassieke humaniora te hebben doorlopen (1937-1950) aan het Sint-Lodewijkscollege in Brugge, trad hij in 1952 in bij de jezuïeten. Hij volgde de kandidaturen klassieke filologie, wijsbegeerte en theologie. 
Hij behaalde de kandidatuur klassieke filologie voor de centrale examencommissie en het licentiaat wijsbegeerte met zijn proefschrift over de Phänomenologie des Geistes van Hegel, met als promotor professor Libert Vander Kerken.

## Loopbaan
Na 12 jaar bij de jezuïetenorde, vlak voor zijn priesterwijding, nam zijn leven in 1964 een andere wending. Hij trad uit het klooster en trouwde. Hij werd voortaan godsdienstleraar, eerst in het Rijkstechnisch Instituut in Roeselare, vervolgens in het Vrij Technisch Instituut in de Boeveriestraat in Brugge.

## De Cultuurbibliotheek
In 1964 kwam hij in contact met kanunnik Robrecht Stock (1904-2000), hoofdinspecteur van het katholiek onderwijs in het bisdom Brugge. Deze had sinds 1957 stappen gezet voor de oprichting van een bibliotheek voornamelijk gericht op onderwijsmateries en pedagogie. Hij vond in de Smaele de concrete uitvoerder van het project. Dit werd de aanvang van een decennialange samenwerking, die van de Smaele als het ware de mede-oprichter maakt van deze belangrijke, uit het privé-initiatief gesproten bibliotheek.
De Cultuurbibliotheek groeide uit tot een van de belangrijkste in zijn soort in België, voornamelijk op het gebied van publicaties over gespecialiseerde domeinen gewijd aan onderwijs en pedagogie. Uiteindelijk werkte de Smaele 51 jaar als bibliothecaris.

## Familie
De Smaele is de vader van vier kinderen, onder wie
- Henk de Smaele, doctor in de geschiedenis, hoogleraar aan de Universiteit Antwerpen, departement geschiedenis.
- Hedwig de Smaele, doctor in de communicatiewetenschappen, docente in de opleiding Master in de journalistiek aan de KU Leuven campus Brussel.

## Publicaties
- De zon als ster, in: Streven, jrg. XI, 1958, 1, p. 51-56
- Honderd jaar Darwin, in: Streven, jrg. XI, 1958, 9, p. 858-862
- Christendom en socialisme, een al te voorzichtige benadering?, Streven, 1976.
- In gebed, Sint-Pietersabdij & St. Godelieveabdij, 1989.
- Coöperatie Vrij Technisch Onderwijs West-Vlaanderen, Brugge, 1990 (een verzameling artikels betreffende ontwikkelingswerk, over een periode van twintig jaar gepubliceerd in: Schakel, schoolblad van VTI Brugge.)
- In memoriam kanunnik Robrecht Stock, in: Vlaanderen, 2000.
- De Cultuurbibliotheek in Brugge, in: Vlaanderen, jrg. 50, 2001, 5, p. 273-275.
- De schat van Antoon Lowyck, in: Haec Olim, 2008.
- Claudius Ptolomeus' Geographia in de Cultuurbiblioytheek, in: Haec Olim, 2010.
- Over de Cultuurbibliotheek. Kan ik helpen?, in: Haec Olim, 2010.
- De Cultuurbibliotheek: een bib met onderwijstraditie, in: Meta, 2013.